# Romano II
Romano II (em grego: Ρωμανός Β΄; romaniz.: Rōmanos II), (938 – 15 de março de 963); sucedeu a seu pai Constantino VII Porfirogênito como imperador bizantino em 959 com vinte e um anos de idade e morreu, acredita-se que envenenado, pela sua mulher Teófana, em 963.

## Vida
Romano II era filho do imperador Constantino VII Porfirogênito e de Helena Lecapena, a filha do imperador Romano I Lecapeno. Baptizado em homenagem ao seu avô materno, Romano casou-se, ainda na infância, com Berta da Itália, filha ilegítima de Hugo de Arles, rei de Itália. A 6 de abril de 945, depois da queda dos Lecapeno, Constantino VII associou o seu filho Romano ao trono. Com a deposição e morte de Hugo de Arles em 947, e com a morte da própria Berta em 949, Romano obteve do pai a promessa de que seria autorizado a escolher a sua própria esposa. A escolha de Romano recaiu na filha de um estalajadeiro chamada Anastácia, com quem se casou em 956 e rebaptizou Teófana.
Em novembro de 959, Romano II subiu ao trono, por entre rumores de que ou ele ou a sua esposa tinha envenenado Constantino VII. Romano levou a cabo uma autêntica purga dos cortesões do seu pai e substituiu-os pelos seus próprios amigos e pelos da sua mulher.

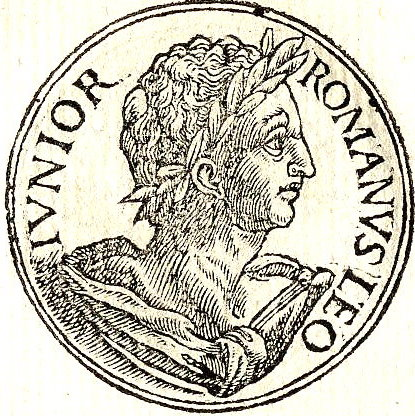
Romano II, do "Promptuarii Iconum Insigniorum".

Entre os banidos da corte encontrava-se a imperatriz-mãe, Helena Lecapena, e as suas filhas, todas elas enviadas para conventos. Não obstante, muitas das novas nomeações de Romano II foram para homens competentes, tais como o seu conselheiro principal, o eunuco José Bringas.  

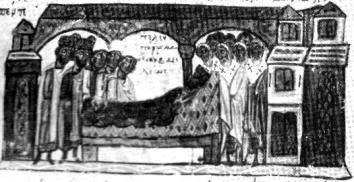
Morte de Romano II.

O imperador, mais preocupado com desfrutar a vida, pôde também deixar os assuntos militares nas mãos dos seus generais, em especial nas dos irmãos Leão Focas e Nicéforo II Focas. 
Em 960, Nicéforo Focas foi encarregado de reconquistar Creta aos muçulmanos. Depois de uma difícil campanha e de 9 meses de cerco a Chandax, Nicéforo conseguiu colocar toda a ilha sob o controlo dos bizantinos em 961. Agraciado com um triunfo em Constantinopla, Nicéforo foi enviado para a fronteira oriental, onde reconquistou a Cilícia e Alepo em 962. Entretanto Leão Focas e Mariano Argiro derrotaram incursões dos magiares na península dos Bálcãs. 
Romano II adoeceu depois de uma longa expedição de caça e morreu a 15 de março de 963. Correram rumores de que a sua esposa Teófana o envenenara. A confiança depositada por Romano II na sua mulher e em burocratas como José Bringas resultou numa administração competente, mas provocou ao mesmo tempo a insatisfação dos nobres, uma classe predominantemente militar.

## Relações familiares
Foi filho de Constantino VII Porfirogênito (2 de setembro de 905 - 9 de novembro de 959) e de Helena Lecapena, a filha do imperador Romano I Lecapeno.
Romano II nunca consumou, provavelmente, o seu primeiro casamento com Berta da Itália, filha de Hugo de Arles. Com a sua segunda esposa Teófana, filha de Crátero, teve:
1. Basílio II Bulgaróctono (958 - 15 de dezembro de 1025), foi imperador bizantino em 963 e outra vez entre 976 e 1025.
2. Constantino VIII (960 – 11 de novembro de 1028), imperador bizantino (15 de dezembro de 1025 – 15 de novembro de 1028). Casou com Helena, filha de Alípio.
3. Ana Porfirogênita de Constantinopla, que se casou com Vladimir I de Quieve (c. 958 – 15 de Agosto de 1015). Foi grão-duque de Quieve. Ele é considerado um santo pela Igreja Ortodoxa e pela Igreja Católica.[3]